# Psychoda indica
Psychoda indica är en tvåvingeart som beskrevs av Vaillant 1965. Psychoda indica ingår i släktet Psychoda och familjen fjärilsmyggor.
Artens utbredningsområde är Nepal. Inga underarter finns listade i Catalogue of Life.